# Tojohaši (Aiči)
Tojohaši (japonsky:豊橋市 Tojohaši-ši) je japonské město v prefektuře Aiči na ostrově Honšú. Žije zde přes 300 tisíc obyvatel. Ve městě působí několik vysokých škol a zoologická zahrada. Nachází se zde mnoho parků, muzeí a několik šintoistických a buddhistických chrámů.

## Partnerská města
- Čindžu, Jižní Korea (1992)
- Nan-tchung, Čína (1987)
- Paranavaí, Brazílie (2008)
- Toledo, Ohio, Spojené státy americké (2000)
- Wolfsburg, Německo (2011)